# TED

El expresidente estadounidense Bill Clinton en TED 2007.

TED (acrónimo de Tecnología, Entretenimiento, Diseño) (en inglés: Technology, Entertainment, Design) es una organización sin ánimo de lucro estadounidense dedicada a las «Ideas dignas de difundir» (del inglés: Ideas worth spreading). TED fue ideado por Richard Saul Wurman, quien fundó la organización junto a Harry Marks el febrero de 1984 en forma de conferencia; una conferencia que se mantuvo de forma anual hasta 1990. TED es ampliamente conocida por su congreso anual (TED Conference) y sus charlas (TED Talks) que cubren un amplio espectro de temas que incluyen ciencias, arte y diseño, política, educación, cultura, negocios, asuntos globales, tecnología, desarrollo y entretenimiento. Entre los conferenciantes se incluyen personas como el ex Presidente de los Estados Unidos Bill Clinton, los laureados con el Premio Nobel James D. Watson, Murray Gell-Mann, y Al Gore, el cofundador de Microsoft, Bill Gates, los fundadores de Google Sergey Brin y Larry Page, y el evangelista tecnológico Billy Graham.
Hay más de 1000 charlas TED disponibles en línea para consulta y descarga gratuita. Hasta marzo de 2011, las charlas fueron vistas más de 400 millones de veces y han sido traducidas a 80 idiomas.

## Historia

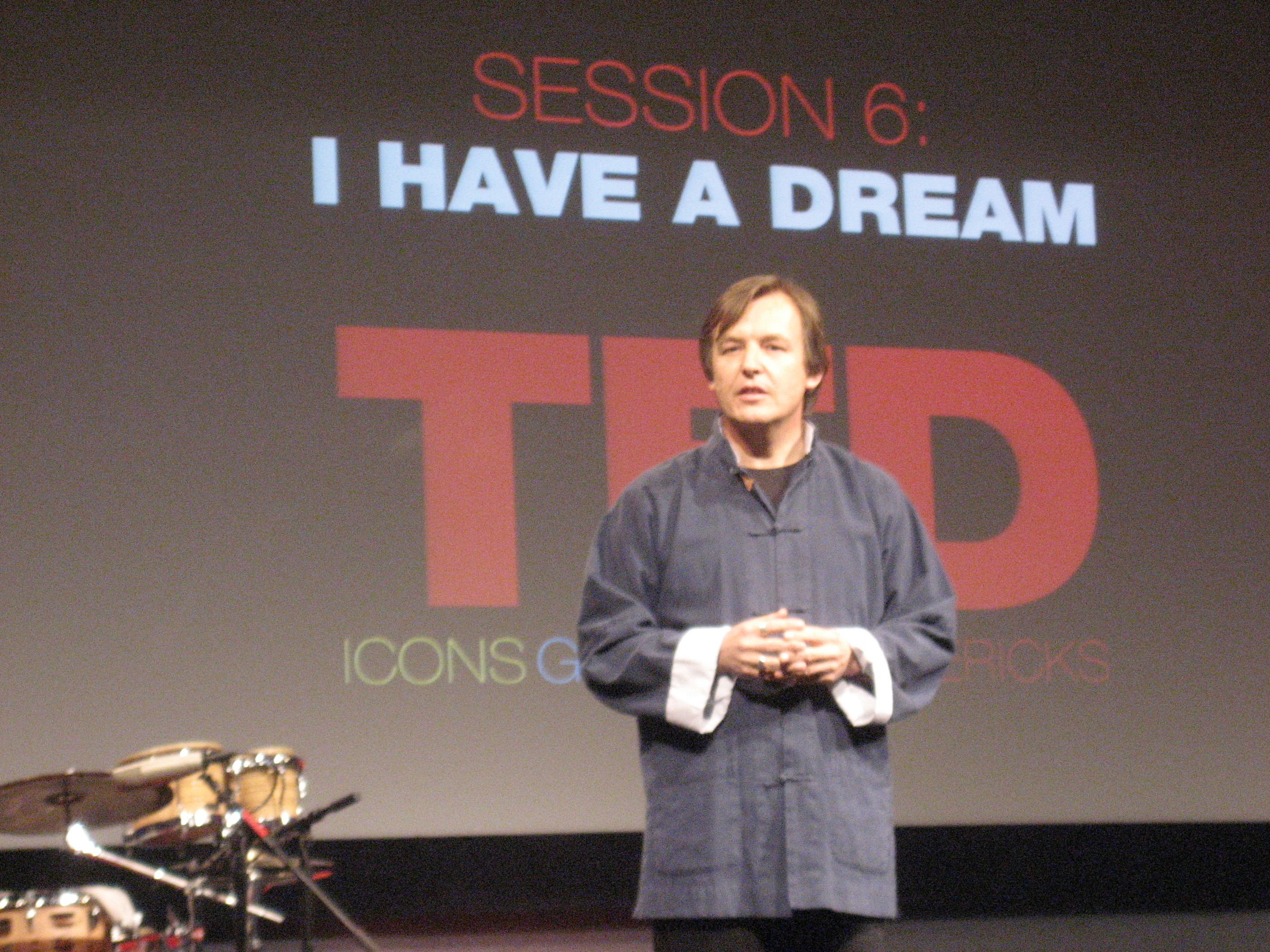
Chris Anderson hablando en TED 2007.

La conferencia TED fue fundada por Richard Saul Wurman y Harry Marks en 1984, y se lleva a cabo anualmente desde 1990. Después de la conferencia de 2002, Wurman cedió los derechos del acontecimiento a Chris Anderson, que es ahora el anfitrión. La conferencia es propiedad de The Sapling Foundation, fundación sin fines de lucro de Anderson, dedicada a "potenciar el poder de las ideas para cambiar el mundo». En 2006, la inscripción costaba 4.400 $ (EE. UU.), [cita requerida] y era solo por invitación. La forma de ingreso cambió en enero de 2007 a una anualidad de 6.000 $, que incluye asistencia a la conferencia, envío de libros y productos, acceso a una comunidad en-línea y un DVD de la conferencia.
Desde junio de 2006, las charlas TED se encuentran disponibles en línea en el sitio web de TED, YouTube y en Spotify y iTunes.
La organización de TED tiene sus oficinas en Nueva York y Vancouver. La conferencia ha sido realizada en Monterrey (California), desde su fundación, pero a partir de 2009 se lleva a cabo en Long Beach (California) debido al número creciente de asistentes. La conferencia TED cuenta desde 2005 con un acto asociado, el TED Global, que se realiza en distintos lugares. En 2005, TED Global se realizó en Oxford (Inglaterra) y en 2007, en Arusha (Tanzania), en donde se denominó TED África. En 2009, se realizaron dos acontecimientos asociados a la conferencia central: TED Global, en Oxford (Inglaterra) del 21 al 24 de julio; y TED India, en Mysore (India) del 4 al 7 de noviembre. En 2010 se realizaron dos conferencias asociadas: TED Global, en Oxford (Inglaterra) del 12 al 16 de julio; y TED Women, en Washington D. C. el 7 y 8 de diciembre. En 2011 TED Global se realizó en Edimburgo del 11 al 15 de julio.
En 2009 se crea el programa TEDx para la realización de actos locales, organizados independientemente, y que buscan reunir personas para compartir ideas que merezcan ser difundidas. En un acto TEDx, donde la “x” significa “acto organizado independientemente”, disertantes en vivo se combinan con TED Talks para incitar al debate profundo y la interconexión. La Conferencia TED provee una guía general al programa TEDx, pero cada acto individual TEDx es independiente de TED. Como regla general estos congresos tienen una duración de un día y su entrada es gratuita. Hasta mayo de 2011 se han realizado más de 1500 actos TEDx en todo el mundo.

## Premios TED
El Premio TED (TED Prize) fue creado en 2005. Inicialmente, cada año, tres individuos recibían 100.000US$ cada uno, y la posibilidad de formular un "deseo para cambiar el mundo», el cual presentaban durante la conferencia. Desde 2010, se premia anualmente un sueño, con 1.000.000US$.
| 2005             | 2006             | 2007             | 2008            | 2009               |
| ---------------- | ---------------- | ---------------- | --------------- | ------------------ |
| Bono             | Larry Brilliant  | Bill Clinton     | Neil Turok      | Sylvia Earle       |
| Edward Burtynsky | Jehane Noujaim   | Edward O. Wilson | Dave Eggers     | Jill Tarter        |
| Robert Fischell  | Cameron Sinclair | James Nachtwey   | Karen Armstrong | José Antonio Abreu |

| 2010         | 2011 | 2012         | 2013         | 2014           | 2015       | 2016         |
| ------------ | ---- | ------------ | ------------ | -------------- | ---------- | ------------ |
| Jamie Oliver | JR   | The CITY 2.0 | Sugata Mitra | Charmian Gooch | David Isay | Sarah Parcak |

## TEDx

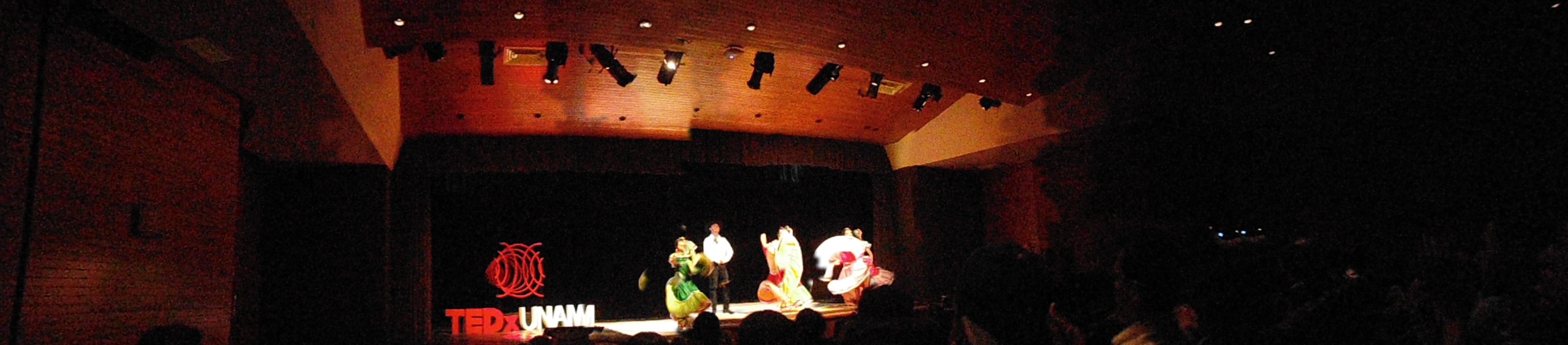
TEDx / Ciudad universitaria. Universidad Nacional Autónoma de México (UNAM)

TEDx son congresos organizados de manera independiente bajo una licencia exclusiva de TED que puede ser obtenida por quien acuerde de antemano seguir ciertos principios. Los congresos TEDx son actos sin ánimo de lucro, pero la entrada puede ser cobrada o buscar patrocinadores para cubrir costes. De la misma manera, los conferenciantes no cobran. Además, deben renunciar a los derechos de copyright de los materiales generados, para que TED pueda editarlos y distribuirlos bajo una licencia Creative Commons.
TEDx es una instancia de colaboración abierta: se basa en metas y participantes ligeramente coordinados, que interactúan para crear un servicio de valor económico, social, o humano y que ponen a disposición de colaboradores y no colaboradores.
En enero de 2014, la biblioteca de TEDx contenía más de 30.000 presentaciones en vídeo de más de 130 países En marzo de 2013, se organizaban ocho congresos o encuentros TEDx al día, cuando en junio de 2012 eran cinco, en 133 países. Las presentaciones en TEDx incluyen actuaciones, catalogadas en el TEDx Music Project.
En 2011, TED comenzó un programa llamado "TEDx in a Box», para favorecer la realización de actuaciones TEDx en países en vías de desarrollo. TEDx también engloba los congresos TEDxYouth (para jóvenes), TEDx corporate (empresas) y TEDxWomen (mujeres).

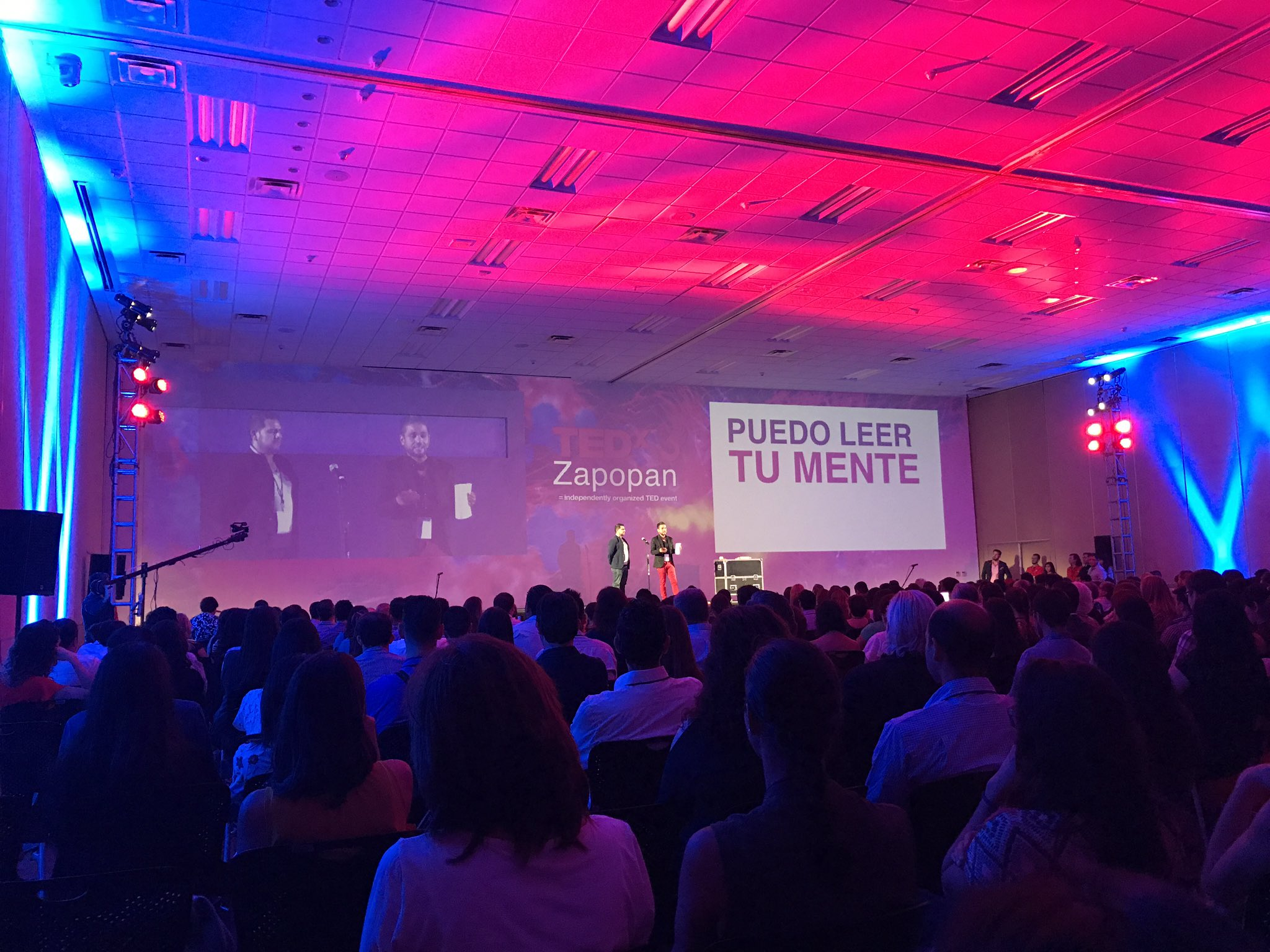
TEDx/Zapopan, Jalisco, México 2017.

## Open Translation Project
El Open Translation Project (OTP, «Proyecto Abierto de Traducción») comenzó sus funciones en mayo de 2009. Según el responsable y comisario de los congresos, Chris Anderson, OTP nace con el objetivo de llegar a 4 500 millones de personas del planeta que no hablan inglés (Véase). Para ello se trascriben las TEDTalks, es decir las charlas con el formato de TED, las unidades de aprendizaje TED-ED, así como las charlas TEDx cuyo formato es similar al de TEDTalks pero no organizados por TED sino por comunidades locales independientes. Estas transcripciones sirven de base para las traducciones a diferentes lenguas. Todas estas tareas las llevan a cabo voluntarios los cuales utilizan la plataforma tecnológica Amara para desarrollar las transcripciones y las traducciones. La primera plataforma que se empleó hasta mayo de 2012 fue dotSUB. Hay más de 11 000 voluntarios transcribiendo y traduciendo. a más de 100 idiomas.
Además de la plataforma para realizar las transcripciones y traducciones de subtítulos, sus miembros de OTP cuentan con diferentes herramientas de gestión de conocimiento como la OTPedia, foros, Facebook Groups, la serie de aprendizaje OTP en YouTube (Learning Series), entre otros.

## TED-Ed, Lessons Worth Sharing
TED-Ed, Lessons Worth Sharing (en castellano, lecciones que vale la pena compartir) es la iniciativa de educación creada en 2012 por la propia organización de TED. Se trata de una videoteca cuya principal intención es ofrecer medios que faciliten el aprendizaje y la enseñanza a los profesores, estudiantes y curiosos alrededor del mundo. Uno de sus principales proyectos son los vídeos originales animados que explican en pocos minutos temas de una amplia gama de sectores: historia, cultura, literatura, ciencia, etc. Además, su plataforma internacional permite también la creación de lecciones interactivas.
La plataforma propone un proceso de educación a partir de vídeos o lessons (lecciones en inglés). El proceso se desarrolla en 4 pasos:
- Watch (Mira). Ofrece el visionado del vídeo.

- Think (Piensa). Permite introducir preguntas o test de respuesta múltiple o abierta para crear debate entre las opiniones y aportaciones en el aula.

- Dig Deeper (Profundiza). Para profundizar o introducir temas de comprensión, enlaces relacionados con el tema del video, recursos extra de consolidación, etc.

- ...And Finally (...Y finalmente). Recapitulación y conclusión del tema desarrollado.

Durante este proceso, los educadores tienen la opción de cambiar o modificar la lección gracias a la funcionalidad customize this lesson, de forma que los materiales queden editados y, a partir de ahí, se crea un nuevo enlace que el responsable puede compartir con el alumnado u otros interesados.
La búsqueda por tipos de contenido se organiza en tres apartados:
- TED talks lessons, formado por todas las lecciones o charlas.

- TED-Ed original, vídeos animados propios de la plataforma, creados por profesionales.

- TED-Ed selects, vídeo/lecciones excepcionales seleccionadas por el profesorado voluntario y la dirección Ted-Ed.

La investigación también puede realizarse según el nivel educativo (desde elemental hasta universidad), la duración, tipo de contenido o el idioma de los subtítulos.
Las materias o apartados ofrecidos por explorar son los siguientes:
- Artes: visuales, escénicas y valor de las artes.

- Negocios económicos: economía global, macroeconomía, microeconomía, finanzas personales o negocios.

- Diseño, ingeniería y tecnología.

- Salud: desarrollo del crecimiento, condiciones médicas, salud del consumidor, salud pública, nutrición, aptitud física, salud emocional y educación sexual.

- Literatura y lengua: literatura, lingüística, escritura/composición y discurso.

- Matemáticas: álgebra, análisis de datos y probabilidad, geometría, medición, números y operaciones.

- Filosofía y religión.

- Psicología: historia, enfoques y métodos; bases biológicas del comportamiento; conciencia, sensación y percepción; cognición y aprendizaje; motivación y emoción; psicología del desarrollo, personalidad, trastornos psicológicos y tratamiento; y psicología social.

- Tecnología científica: ciencias de la tierra y del espacio, ciencias de la vida, ciencias físicas, ciencias del medio y de la naturaleza

- Ciencias sociales: antropología, estudios de área, ciencia del derecho cívico, geografía, historia, medios y periodismo y sociología.

- Enseñanza y educación: liderazgo educativo, política educativa, estructura y función de las escuelas y estrategias de enseñanza.

- Pensando y aprendiz: atención y compromiso, memoria, pensamiento crítico, resolución de problemas, creatividad, colaboración, alfabetización informacional y organización y gestión del tiempo.

### TED-Ed Clubs
El programa TED-Ed Clubs ayuda a los estudiantes a descubrir, investigar, explorar y presentar sus ideas en formato de charla breve al estilo TED. Dos veces al año, se invita a los oradores más convincentes de estos clubes en Nueva York.

## Controversias
La organización ha sido duramente criticada, en medios de internet y redes sociales, luego de que se aprobasen y llevasen a cabo disertaciones en las cuales se defiende y promueve la pedofilia como una orientación sexual natural comparable a la heterosexualidad. Ponentes destacadas en conferencias de ese tipo son Mirjam Heine, estudiante de medicina de la Universidad de Wurzburgo, y Madeleine van der Bruggen, psicóloga y criminóloga de la Universidad de Leiden y ayudante de la Policía Nacional Alemana. Van der Bruggen ha afirmado:

«Desde un punto de vista emocional, puedo entender que se quiera eliminar a estas personas de la sociedad. Sin embargo, no tiene sentido y eso es porque estamos hablando de biología. Estamos hablando de una orientación sexual, algo que simplemente no podemos cambiar. Estas personas no han hecho nada malo. Entonces, en lugar de dejar que nuestras emociones rijan, por favor, seamos maduros sobre este problema. 
Ahora bien, ¿cómo podemos romper el tabú? Bueno, antes que nada, debemos detener el odio contra ellos».
Madeleine van der Bruggen - TEDx Sittard-Geleen - 2018

TED no ha hecho declaraciones oficiales en respuesta a las acusaciones de promover la pedofilia, pero ha retirado el video de Mirjam de las redes debido a la gran cantidad de críticas. Sin embargo, la disertación de Madeleine van der Bruggen sigue disponible para su visualización en su plataforma oficial de YouTube.